# Henri Piispanen
Henri Piispanen, född 17 maj 1994 i Helsingfors, är en finländsk röstskådespelare, singer-songwriter och programledare. Han representerade Finland i Eurovision Song Contest 2024 i Malmö, med bidraget "No Rules!", som han framförde tillsammans med den finländske DJ:n och musikern Windows95man (Teemu Keisteri). I sitt yrke som röstskådespelare så har han givit röst åt ett flertal karaktärer, i produktioner som Familjen Robinson, Big Hero 6, Miraculous: Ladybug & Cat Noir på äventyr, Paw Patrol och LEGO Ninjago.
Piispanen var från början endast låtskrivare och producent till Windows95mans Eurovision-bidrag "No Rules!". Men eftersom huvudartisten själv i fråga letade efter en annan manlig sångare, som kunde klara av att sjunga de högsta tonerna i bidragets refräng, så föll valet ganska så direkt på Piispanen själv, eftersom han i stort sett var den enda manliga sångaren, som hade ett tillräckligt högt röstomfång nog för detta bidrag. Han är utöver detta även medlem i de finska musikgrupperna Pasa och Kontio Polaris, där han innehar rollen som sångare och multiinstrumentalist/keyboardist.